# أوراب

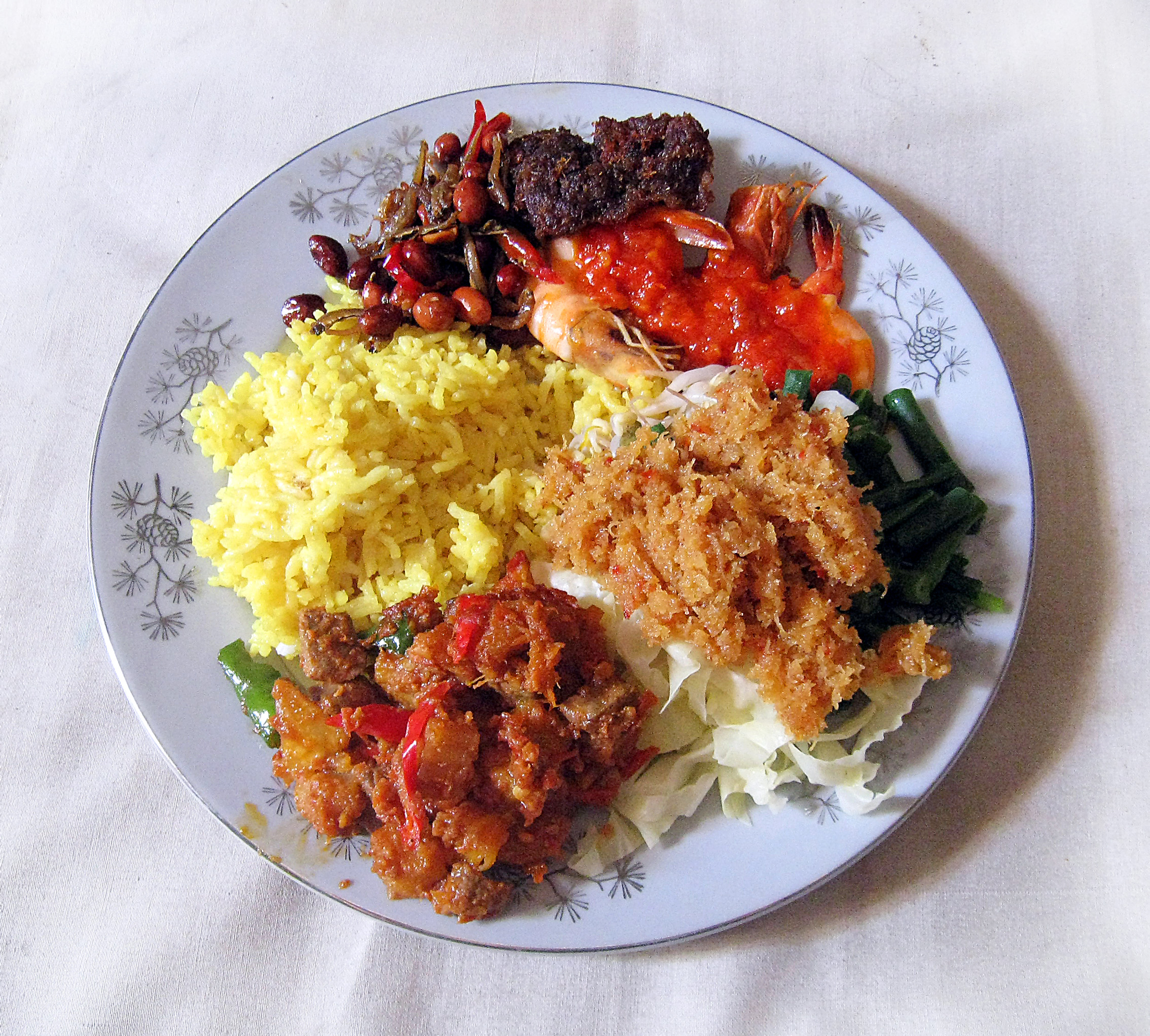
أوراب (أسفل اليمين) كجزء من طبق ناسي كونين.

أوراب هو طبق سلطة من الخضار على البخار مخلوط مع جوز الهند المبشور المتبل للتزيين.  يوجد عادة في المطبخ الإندونيسي، وبشكل أكثر تحديداً في المطبخ الجاوي. يمكن تناول طبق أوراب بشكل مستقل كطبق سلطة في الوجبات النباتية  أو كطبق جانبي.

## مكونات
الخضروات التي تستخدم عادة في أوراب هي السبانخ، السبانخ المائي، أوراق الكاسافا الصغيرة، أوراق البابايا، الفول الصيني الطويل، براعم الفاصوليا والملفوف للحصول على مذاق غني، تصر معظم الوصفات على استخدام جوز الهند القديم المبشور، يتبل جوز الهند المبشور بالكراث المطحون، ثوم، فلفل أحمر حار، عصير تمر هندي، جلانجال، ملح وسكر جوز الهند.

## روابط خارجية
- Urap وصفة من وصفة الطعام الآسيوية
- Urap وصفة من الشيف بيتي
- Urap وصفة من وصفة الإندونيسية الأصلية
- Resep Urap Urap - سلطة الاندونيسية حار في يوتيوب